# Абабуровы
Абабуровы (Абобуровы, Обобуровы) — древний дворянский род.
Род восходит к концу XVI века и внесён в родословную книгу Новгородской губернии.
Фамилия происходит от сложносочинённого тюркского прозвания Аба/Бур, где АБА — отец, высокопоставленный, досточтимый и БУР — волк, что обозначает предводитель племени, рода.

## История рода
Абабуров Степан — продал свой двор в Mоскве великой княжне Софье Витовтовне (1453). Абабуров Алексей — владелец сельца Колычева (ныне территория г. Москвы) (1471), помещик Дмитровского уезда (1472). Борис Степанович — дьяк князя Бориса Васильевича Волоцкого (1483). Иван Иванович «Невежа» Абабуров — упомянут (1517) в Кашинском уезде и его сын Иван, сын боярский в Рузском уезде (1552,1560). Степан, Постник и Меньшик Захарьевичи записаны в Дворовой тетради (1537). Абабуров Степан — сын боярский г. Дмитрова, упомянут в Тысяцкой книге (1550). Абабуров Долмат (?-02.10.1552) — убит при осаде Казани, вписан в синодик Успенского собора г. Москвы. Их отец — по прозванию Голова, писался — Головин сын.
Можайский помещик Иван Васильевич получил поместье в Белозёрском уезде (1619), его потомство внесено в дворянскую родословную книгу Новгородской губернии. Василий Яковлевич и Поликарп Васильевич владели поместьем в Можайском уезде (1626-1627). Алексей Абабуров владел поместьем в Серпейском уезде (1664).
Один представитель рода владел населённым имением (1699).

## Известные представители
- Абабуров Захар — сын боярский из г. Дмитрова. Имел сыновей — Меньшика и Посника.
- Абабуров Пётр Фёдорович — упомянут в походе на Смоленск (1634).
- Абабуров Богдан Фёдорович (?—1657) — дьяк (1627—1636), дворянин Дмитровского уезда, воевода в Великом Новгороде (1635—1637), Мангазее (1638—1641), Вязьме (1648—1649), Тобольске (1652—1657)[3][4].

- Абабуров Василий — владелец деревни в Можайском уезде.
- Абабуров Алексей Петрович (1670—?) — владелец деревни Клишево в С.-Петербургской губернии (1710), поручик (1687—1710), участник в Крымских походах. Имел сыновей — Ивана (1690—?), служившего в драгунах и Леонтия (1700—?)[5][6][7].